# Villamediana de Iregua
Villamediana de Iregua ist eine spanische Gemeinde in der Autonomen Gemeinschaft La Rioja. Sie grenzt an die regionale Hauptstadt Logroño und ist mit ihren 9.207 Einwohnern (Stand: 2024) die achtgrößte Stadt der Autonomen Gemeinschaft.

## Geschichte
Im Jahr 1680 erlangte Villamediana de Iregua seine Unabhängigkeit von Logroño.